# Prionocera ringdahli
Prionocera ringdahli är en tvåvingeart som beskrevs av Bo Tjeder 1948. Prionocera ringdahli ingår i släktet Prionocera och familjen storharkrankar. Arten är reproducerande i Sverige. Inga underarter finns listade i Catalogue of Life.